# Homoród mente
Homoród mente, kistáj, ahol a Hargitából eredő 59 km hosszú Nagy- és 46 km hosszan húzódó Kis-Homoród patakok hosszanti völgyeiben fekvő falvak településfüzérei találhatók, az egykori Udvarhelyszék keleti és déli részén.

## Nevének eredete
Nevét 1421-ben Humrud alakban említették először. A Homoród név a magyar nyelvterületen számos helyen fordul elő, a név a meder alakjára utal. A Homoród folyónév magyar közszóból alakult, a folyómeder homorú alakjával kapcsolatos; a folyónév a homoró melléknév d- képzős származéka. A völgy falvai tehát a víz nevét kapták.

## Leírása
Jellemzőek az apró falvak, néhány községgel és megtalálható két város is. A vallási tolerancia földje: nagyrészt lakosai unitárius, katolikus, református, ortodox, evangélikus, lutheránus, baptista és jehova vallásúak. Nemzetiségi felosztás szerint magyar, román, cigány, szász vagy német lakosság lakja.
Városok: Szentegyháza, Kőhalom
Községek: Kaca, Kápolnásfalu, Lövéte, Homoród, Homoródalmás, Homoródszentmárton, Oklánd tartozik hozzá közigazgatásilag és ezeknek a 22 faluja.
Vízrajzilag pedig az egykori Udvarhelyszék területéből 19 település; Ége, Székelydálya, Petek, Homoródjánosfalva, Homoróddaróc, Homoródbene, Pálos, Kaca, Homoród, Székelyzsombor, Mirkvásár, Szászugra és az egykori kőhalmi járásból Kőhalom, Sövénység, Szászfehéregyháza, Garat, Dombos, Lemnek, valamint Zsiberk tartoznak hozzá.

## Kisebb tájegységei
A Hargita előterében elterülő Havasalja (Kápolnásfaluval és Szentegyháza várossal), a Nagy-Homoród vidéke és a Kis-Homoród vidéke, melyek közül várossá Kőhalom és Szentegyháza (Szentegyházasfalu és Szentkeresztbánya) fejlődött.

## Gazdasága
A 19-20. század fordulóján a lakosság fő jövedelmi forrása az állattenyésztés, erdőgazdálkodás, bánya-, malom-, kézműves-, házipara; főleg a fakitermelés volt. Az áru forgalom a völgyekben zajlott, de a környező városok (Székelyudvarhely, Segesvár, Székelykeresztúr, Csíkszereda, Barót, Brassó) fele is értékesítettek.
A mezőgazdaságban 1850-től terjedt el a háromnyomásos gazdálkodás. Az őszi nyomás (búza, rozs) mellett kialakult a tavaszi nyomás (kukorica, burgonya) is.

## Néprajza
Néprajzi és művelődési hagyományokban gazdag. A 20. század végén még élt a térségben a havasi állattartás, az erdőgazdaság és a csergekészítés hagyománya is.